# Liste der Premierminister von Kamerun

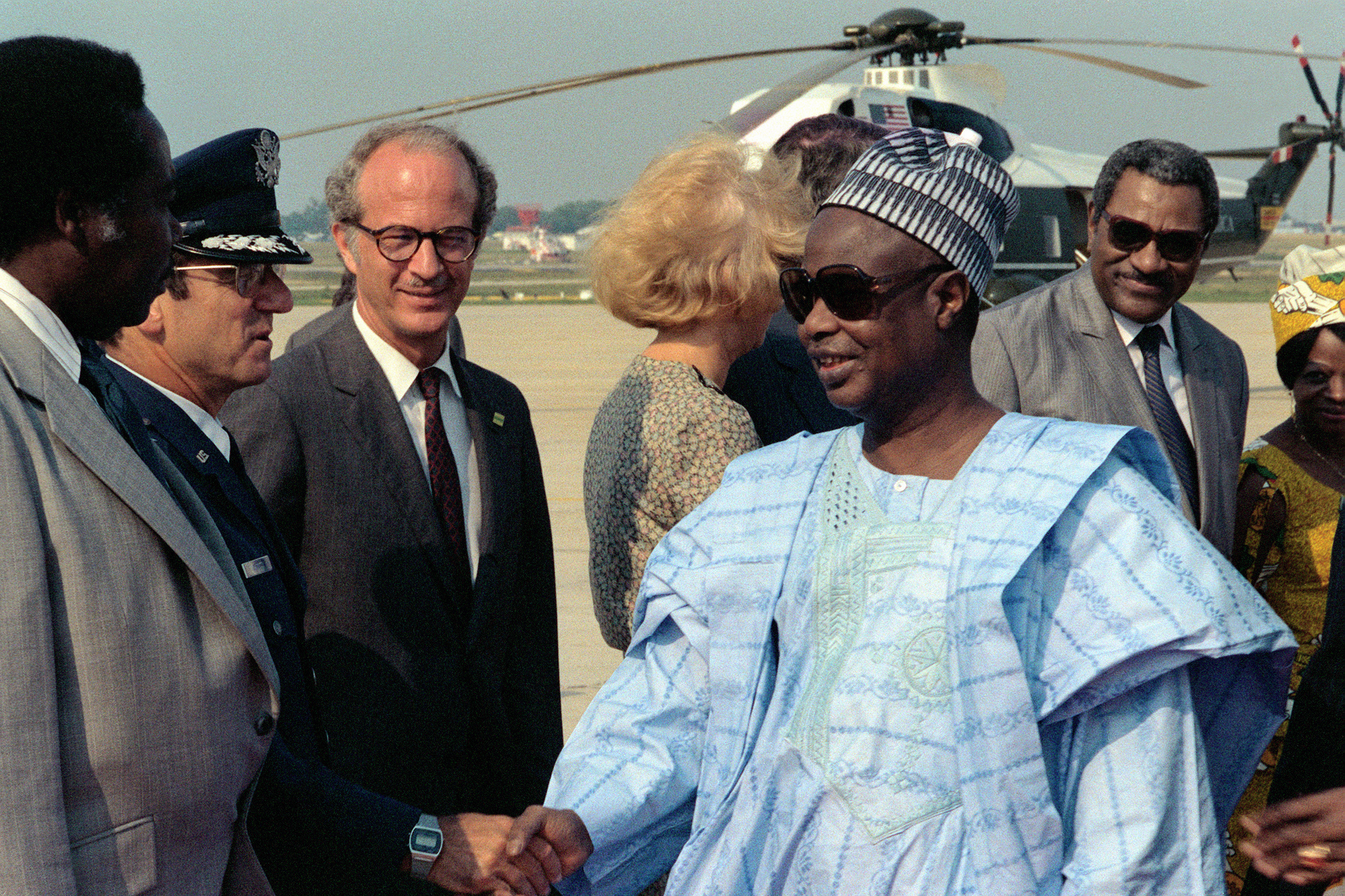
Vormaliger Premierminister und Präsident Ahmadou Ahidjo – 1982

Die Liste der Premierminister von Kamerun ordnet die Premierminister nach Amtszeit und nach damaliger Teilung.

## Hintergrund
Der östliche Teil Kameruns, Ost-Kamerun ist seit 1960 unabhängig; ein Jahr darauf wurde auch das westliche Kamerun, West- bzw. Südkamerun, unabhängig. 1960 hat der erste Regierungschef, Ahmadou Ahidjo, sein Amt angetreten.

## Ost(Est)
| Name                   | Lebensdaten                          | Amtszeit                          |
| ---------------------- | ------------------------------------ | --------------------------------- |
| Ahmadou Ahidjo         | 24. August 1924 – 30. November 1989  | 1. Januar 1960 – 14. Mai 1960     |
| Charles Assalé         | 4. November 1911 – 10. Dezember 1999 | 15. Mai 1960 – 11. Juni 1965      |
| Vincent de Paul Ahanda | 24. Juni 1918 – 12. September 1975   | 12. Juni 1965 – 19. November 1965 |
| Simon Pierre Tchoungui | 28. Oktober 1916 – Juli 1997         | 20. November 1965 – 2. Juni 1972  |

## West(Ouest)
| Name                 | Lebensdaten                           | Amtszeit                       |
| -------------------- | ------------------------------------- | ------------------------------ |
| John Ngu Foncha      | 21. Juni 1916 – 10. April 1999        | 1. Oktober 1961 – 13. Mai 1965 |
| Augustine Ngom Jua   | 24. November 1924 – 30. Dezember 1977 | 14. Mai 1965 – 10. Januar 1968 |
| Salomon Tandeng Muna | 1912 – 22. Januar 2002                | 11. Januar 1968 – 2. Juni 1972 |

## Republik Kamerun
| Name                 | Lebensdaten                       | Amtszeit                              |
| -------------------- | --------------------------------- | ------------------------------------- |
| Paul Biya            | * 13. Februar 1933                | 30. Juni 1975 – 6. November 1982      |
| Bello Bouba Maigari  | * 1947                            | 7. November 1982 – 22. August 1983    |
| Luc Ayang            | * 1947                            | 23. August 1983 – 25. August 1984     |
| Sadou Hayatou        | 15. Februar 1942 – 1. August 2019 | 26. April 1991 – 9. April 1992        |
| Simon Achidi Achu    | 5. November 1934 – 4. Mai 2021    | 10. April 1992 – 19. September 1996   |
| Peter Mafany Musonge | * 3. Dezember 1942                | 20. September 1996 – 8. Dezember 2004 |
| Ephraim Inoni        | * 16. August 1947                 | 9. Dezember 2004 – 29. Juni 2009      |
| Philémon Yang        | * 14. Juni 1947                   | 30. Juni 2009 – 4. Januar 2019        |
| Joseph Dion Ngute    | * 12. März 1954                   | seit 4. Januar 2019                   |